# Életre ítélve
Az Életre ítélve (eredeti cím: Life Sentence) 2018-ban bemutatott amerikai televíziós sorozat. Az Erin Cardillo és Richard Keith által megalkotott sorozat egy rákból kigyógyult nőről szól, aki szembesül a betegsége alatt hozott döntéseivel. A főbb szerepekben Lucy Hale, Elliot Knight, Jayson Blair, Brooke Lyons és Carlos PenaVega látható.
Az Amerikai Egyesült Államokban a The CW adta le 2018. március 7. és június 15. között. Magyarországon a Sony Max mutatta be 2019. november 30-án.

## Cselekmény
Stella Abbott csodával határos módon sikeresen kigyógyul végstádiumú rákjából. A gyógyulása után azonban szembe kell néznie azokkal a döntésekkel, amiket a betegsége alatt hozott meg. Eközben próbálja megszokni a betegség utáni életmódot, közben megtanulja azt is, hogy a családja is hozott pár önpusztító döntést, hogy szebbé tegyék Stella utolsónak gondolt napjait.

## Szereplők

### Főszereplők
| Szereplő               | Színész         | Magyar hang        |
| ---------------------- | --------------- | ------------------ |
| Stella Abbott          | Lucy Hale       | Bogdányi Titanilla |
| Wes Charles            | Elliot Knightr  | Szatory Dávid      |
| Aiden Abbott           | Jayson Blair    | Markovics Tamás    |
| Elizabeth Abbott Rojas | Brooke Lyons    | Mezei Kitty        |
| Diego Rojas            | Carlos PenaVega | Fehér Tibor        |
| Ida Abbott             | Gillian Vigman  | Orosz Anna         |
| Peter Abbott           | Dylan Walsh     | Epres Attila       |
| Sadie                  | Nadej Bailey    | Gyarmati Laura     |

### Mellékszereplők
| Szereplő                                     | Színész                  | Magyar hang       |
| -------------------------------------------- | ------------------------ | ----------------- |
| Helena Chang, Stella orvosa                  | Anna Enger               | Sipos Eszter Anna |
| Poppy, Stella keresztanyja                   | Claudia Rocafort         |                   |
| Fiona Abbott Rojas, Elizabeth és Diego lánya | Dominique Lucky Martell  |                   |
| Fiona Abbott Rojas, Elizabeth és Diego lánya | Noor Anna Mahe (1. rész) |                   |
| Frank Abbott Rojas, Elizabeth és Diego fia   | Sebastian Vargas         |                   |
| Frank Abbott Rojas, Elizabeth és Diego fia   | Emanuel Eaton (1. rész)  |                   |
| Marlene                                      | Alyshia Ochse            | Tarr Judit        |
| Finley, Stella főnöke                        | Shannon Chan-Kent        |                   |
| Denise                                       | Lindsey Maxwell          |                   |
| Dr. Will Grant onkológus                     | Riley Smith              | Dr. Will Grant    |
| Lauren                                       | Bre Blair                |                   |
| Pippa, Wes volt menyasszonya                 | Rana Roy                 |                   |
| Kayla, Aiden munkatársa és barátja           | Alyssa Diaz              |                   |
| Gina, Diego főnöke                           | Valerie Cruz             |                   |
| J. Stern ügynök                              | Jennifer Spence          | Németh Kriszta    |

## Epizódok
| Sor. | Év. | Cím                                                      | Rendező            | Író                                          | Premier                              | Nézettség   | Gyártási szám |
| ---- | --- | -------------------------------------------------------- | ------------------ | -------------------------------------------- | ------------------------------------ | ----------- | ------------- |
| 1.   | 1.  | Temetési torta (Pilot)                                   | Lee Toland Krieger | Erin Cardillo & Richard Keith                | 2018. március 7. 2019. november 30.  | 0,67 millió | T25.10101     |
| 2.   | 2.  | Holvászt ürével (Re-Inventing the Abbotts)               | John T. Kretchmer  | Erin Cardillo & Richard Keith                | 2018. március 18. 2019. november 30. | 0,56 millió | T13.20952     |
| 3.   | 3.  | Hibák és kísérletek (Clinical Trial and Error)           | David Warren       | Margaret Easley & Laura Putney               | 2018. március 21. 2019. december 7.  | 0,49 millió | T13.20954     |
| 4.   | 4.  | Bizonyítvány (How Stella Got Her Groove On)              | Roger Kumble       | Lisa Melamed & Erin Cardillo & Richard Keith | 2018. március 28. 2019. december 7.  | 0,40 millió | T13.20953     |
| 5.   | 5.  | Burok (Wes Side Story)                                   | Arlene Sanford     | Oliver Goldstick                             | 2018. április 4. 2019. december 14.  | 0,44 millió | T13.20955     |
| 6.   | 6.  | Tabletták (Who Framed Stella Abbott?)                    | Norman Buckley     | Nelson Soler                                 | 2018. április 27. 2019. december 14. | 0,42 millió | T13.20956     |
| 7.   | 7.  | Apa a hős (Our Father the Hero)                          | Viet Nguyen        | Tad Safran                                   | 2018. május 7. 2019. december 21.    | 0,37 millió | T13.20957     |
| 8.   | 8.  | Hullócsillag (Sleepless Near Seattle)                    | Ellen S. Pressman  | Zach Dodes                                   | 2018. május 11. 2019. december 21.   | 0,37 millió | T13.20958     |
| 9.   | 9.  | Dupla piskóta (What to Expect When You're Not Expecting) | John T. Kretchmer  | Louisa Levy                                  | 2018. május 18. 2019. december 28.   | 0,45 millió | T13.20959     |
| 10.  | 10. | Telefonfülke (The Way We Work)                           | Janice Cooke       | Laura Putney & Margaret Easley               | 2018. május 25. 2019. december 28.   | 0,36 millió | T13.20960     |
| 11.  | 11. | Csontvelő (Frisky Business)                              | Tessa Blake        | Nelson Soler & Erin Cardillo & Richard Keith | 2018. június 1. 2020. január 4.      | 0,46 millió | T13.20961     |
| 12.  | 12. | Lavina (Love Factually)                                  | Michael Grossman   | Oliver Goldstick                             | 2018. június 8. 2020. január 4.      | 0,38 millió | T13.20962     |
| 13.  | 13. | Akkor és most (Then and Now)                             | John T. Kretchmer  | Erin Cardillo & Richard Keith                | 2018. június 15. 2020. január 4.     | 0,37 millió | T13.20963     |

## Fordítás
- Ez a szócikk részben vagy egészben  a   Life Sentence (TV series) című angol Wikipédia-szócikk ezen változatának fordításán alapul.  Az eredeti cikk szerkesztőit annak laptörténete sorolja fel. Ez a jelzés csupán a megfogalmazás eredetét és a szerzői jogokat jelzi, nem szolgál a cikkben szereplő információk forrásmegjelöléseként.